# 凱夫城 (阿肯色州)
凱夫城（英語：Cave City）是一個位於美國阿肯色州獨立縣和夏普縣的城市。

## 地理
凱夫城的座標為35°56′53″N 91°33′03″W / 35.94806°N 91.55083°W，而該地的平均海拔高度為206米（即676英尺）。

## 人口
根據2020年美國人口普查的數據，凱夫城的面積為6.62平方千米，皆為陸地。當地共有人口1922人，而人口密度為每平方千米290人。